# Přepychy
Přepychy är en ort i Tjeckien. Den ligger i den nordöstra delen av landet, 120 km öster om huvudstaden Prag. Přepychy ligger 309 meter över havet och antalet invånare är 595.
Terrängen runt Přepychy är huvudsakligen platt, men söderut är den kuperad. Terrängen runt Přepychy sluttar västerut. Runt Přepychy är det ganska tätbefolkat, med 90 invånare per kvadratkilometer. Närmaste större samhälle är Hradec Králové, 19,7 km väster om Přepychy. I omgivningarna runt Přepychy växer i huvudsak blandskog.